# Holden Crewman
De Holden Crewman is een automodel van het Australische automerk Holden. In feite is de Crewman de vierdeurs (= dubbele cabine) pick-upversie van de Holden Commodore/Berlina/Calais.

## Versies
Er zijn vier versies verkrijgbaar:

### 3.6 V6 24v 4WD
| Technische specificaties | Technische specificaties  |
| ------------------------ | ------------------------- |
| koetswerk                | vijfdeurs stationwagen    |
| plaatsen                 | 5                         |
| motor                    | Alloytec 175; V8; 5.7     |
| motorligging             | vooraan, in de lengte     |
| vermogen                 | 175 kW bij 6000 tpm       |
| trekkracht               | 320 Nm bij 3600 tpm       |
| cilinderinhoud           | 5565 cc                   |
| kleppen                  | 24                        |
| versnellingen            | 6, manueel                |
| brandstof                | benzine, cilinderinjectie |
| boring                   | 85,6 mm                   |
| slag                     | 94,0 mm                   |
| compressieverhouding     | 10,2                      |
| wielen                   | 17                        |
| remmen voor              | geventileerde schijven    |
| remmen achter            | schijven                  |
| aandrijving              | 4x4                       |
| stuur                    | hydraulisch               |
| wielbasis                | 3200 mm                   |
| lengte                   | 5306 mm                   |
| breedte                  | 1870 mm                   |
| hoogte                   | 1500-1512 mm              |
| cargolengte              | 1463 mm                   |
| cargobreedte             | 1438 mm                   |
| cargohoogte              | 484 mm                    |
| leeggewicht              | 1754-1755 kg              |
| maximumgewicht           | 2826 kg                   |
| maximumlading            | 1071-1072 kg              |
| tank                     | 68,5 liter                |

### 3.6 V6 24v 4WD automaat
| Technische specificaties | Technische specificaties  |
| ------------------------ | ------------------------- |
| koetswerk                | vijfdeurs stationwagen    |
| plaatsen                 | 5                         |
| motor                    | Alloytec 175; V8; 5.7     |
| motorligging             | vooraan, in de lengte     |
| vermogen                 | 175 kW bij 6000 tpm       |
| trekkracht               | 320 Nm bij 3600 tpm       |
| cilinderinhoud           | 5565 cc                   |
| kleppen                  | 24                        |
| versnellingen            | 4, automaat               |
| brandstof                | benzine, cilinderinjectie |
| boring                   | 85,6 mm                   |
| slag                     | 94,0 mm                   |
| compressieverhouding     | 10,2                      |
| wielen                   | 17                        |
| remmen voor              | geventileerde schijven    |
| remmen achter            | schijven                  |
| aandrijving              | 4x4                       |
| stuur                    | hydraulisch               |
| wielbasis                | 3200 mm                   |
| lengte                   | 5306 mm                   |
| breedte                  | 1870 mm                   |
| hoogte                   | 1500-1512 mm              |
| cargolengte              | 1463 mm                   |
| cargobreedte             | 1438 mm                   |
| cargohoogte              | 484 mm                    |
| leeggewicht              | 1757-1758 kg              |
| maximumgewicht           | 2826 kg                   |
| maximumlading            | 1071-1072 kg              |
| tank                     | 68,5 liter                |

### 5.7 V8 4WD
| Technische specificaties | Technische specificaties  |
| ------------------------ | ------------------------- |
| koetswerk                | vijfdeurs stationwagen    |
| plaatsen                 | 5                         |
| motor                    | V8; 5.7                   |
| motorligging             | vooraan, in de lengte     |
| vermogen                 | 235 kW bij 5600 tpm       |
| trekkracht               | 460 Nm bij 4000 tpm       |
| cilinderinhoud           | 5665 cc                   |
| kleppen                  | 16                        |
| versnellingen            | 5, manueel                |
| brandstof                | benzine, cilinderinjectie |
| boring                   | 99,0 mm                   |
| slag                     | 92,0 mm                   |
| compressieverhouding     | 10,1                      |
| wielen                   | 17                        |
| remmen voor              | geventileerde schijven    |
| remmen achter            | schijven                  |
| aandrijving              | 4x4                       |
| stuur                    | hydraulisch               |
| wielbasis                | 3200 mm                   |
| lengte                   | 5306 mm                   |
| breedte                  | 1870 mm                   |
| hoogte                   | 1500-1512 mm              |
| cargolengte              | 1463 mm                   |
| cargobreedte             | 1438 mm                   |
| cargohoogte              | 484 mm                    |
| leeggewicht              | 1814 kg                   |
| maximumgewicht           | 2535 kg                   |
| maximumlading            | 721 kg                    |
| tank                     | 68,5 liter                |

### 5.7 V8 4WD automaat
| Technische specificaties | Technische specificaties  |
| ------------------------ | ------------------------- |
| koetswerk                | vijfdeurs stationwagen    |
| plaatsen                 | 5                         |
| motor                    | V8; 5.7                   |
| motorligging             | vooraan, in de lengte     |
| vermogen                 | 235 kW bij 5600 tpm       |
| trekkracht               | 460 Nm bij 4000 tpm       |
| cilinderinhoud           | 5665 cc                   |
| kleppen                  | 16                        |
| versnellingen            | 4, automaat               |
| brandstof                | benzine, cilinderinjectie |
| boring                   | 99,0 mm                   |
| slag                     | 92,0 mm                   |
| compressieverhouding     | 10,1                      |
| wielen                   | 17                        |
| remmen voor              | geventileerde schijven    |
| remmen achter            | schijven                  |
| aandrijving              | 4x4                       |
| stuur                    | hydraulisch               |
| wielbasis                | 3200 mm                   |
| lengte                   | 5306 mm                   |
| breedte                  | 1870 mm                   |
| hoogte                   | 1500-1512 mm              |
| cargolengte              | 1463 mm                   |
| cargobreedte             | 1438 mm                   |
| cargohoogte              | 484 mm                    |
| leeggewicht              | 1820 kg                   |
| maximumgewicht           | 2535 kg                   |
| maximumlading            | 721 kg                    |
| tank                     | 68,5 liter                |

Historische modellen: 
Adventra ·
Apollo ·
Astra ·
Barina ·
Barina Spark ·
Belmont ·
Brougham ·
Business ·
Calibra ·
Camira ·
Caprice/Statesman ·
Captiva 5 ·
Captiva 7 ·
Colorado ·
Combo ·
Commodore ·
Crewman ·
Cruze ·
Drover ·
Epica ·
Frontera ·
Gemini ·
Jackaroo ·
Kingswood ·
Malibu ·
Monaro ·
Nova ·
One Tonner ·
Panel Van ·
Piazza ·
Premier ·
Rodeo ·
Sandman ·
Scurry ·
Shuttle ·
Special ·
Standard ·
Suburban ·
Sunbird ·
Tigra ·
Torana ·
Ute/Utility ·
Utility/Coupe Utility ·
Vectra ·
Viva ·
Volt
Zafira
Hoofdseries: 
FX · 
FJ · 
FE · 
FC · 
FB · 
EK · 
EJ · 
EH · 
HD · 
HR · 
HK · 
HT · 
HG · 
HQ · 
HJ · 
HX · 
HZ · 
VB · 
VC · 
VH · 
VK · 
VL · 
VN · 
VP · 
VR · 
VS · 
VT · 
VX · 
VY · 
VZ · 
VE · 
VF
Nevenseries:
WB · 
VG · 
VQ · 
VU · 
WH · 
WK · 
WL · 
WM · 
WN